# Новаківська сільська рада (Лубенський район)
Новаківська сільська рада — колишній орган місцевого самоврядування у Лубенському районі Полтавської області з центром у c. Новаки.

## Населені пункти
Сільраді були підпорядковані населені пункти:
- c. Новаки
- c. Пишне

## Населення
Згідно з переписом УРСР 1989 року чисельність наявного населення сільської ради становила 1319 осіб, з яких 565 чоловіків та 754 жінки.
За переписом населення України 2001 року в сільській раді мешкало 1209 осіб.

### Мова
Розподіл населення за рідною мовою за даними перепису 2001 року:
| Мова       | Відсоток |
| ---------- | -------- |
| українська | 97,26 %  |
| російська  | 2,32 %   |
| білоруська | 0,17 %   |
| циганська  | 0,08 %   |